# Kỹ năng sống
Kỹ năng sống là tập hợp các hành vi tích cực và khả năng thích nghi cho phép mỗi cá nhân đối phó hiệu quả với các nhu cầu và thách thức của cuộc sống hàng ngày; nói cách khác là khả năng tâm lý xã hội. Đó là tập hợp các kỹ năng mà con người tiếp thu qua giáo dục hoặc trải nghiệm trực tiếp được dùng để xử lý các vấn đề và câu hỏi thường gặp trong đời sống con người. Các chủ đề rất đa dạng tùy thuộc vào chuẩn mực xã hội và mong đợi của cộng đồng. Kỹ năng sống có chức năng đem lại hạnh phúc và hỗ trợ các cá nhân trở thành người tích cực và có ích cho cộng đồng.

## Liệt kê và phân loại
Văn phòng Đánh giá của UNICEF gợi ý rằng "chưa có danh sách cuối cùng" về các kỹ năng tâm lý xã hội; tuy nhiên UNICEF liệt kê các kỹ năng tâm lý xã hội thiết yếu tương tác giữa các cá nhân nói chung bên cạnh các kỹ năng tri thức như đọc viết, tính toán. Kể từ khi nó thay đổi ý nghĩa từ các vị thế giữa các nền văn hóa và đời sống và được coi là một khái niệm có tính đàn hồi trong tự nhiên. Nhưng UNICEF cũng thừa nhận quan điểm củaCollaborative for Academic, Social and Emotional Learning (CASEL) đồng nhất các kỹ năng tình cảm xã hội. Kỹ năng sống là tập hợp sản phẩm của nhiều kỹ năng được phát triển đồng thời, trên thực tế, khiếu hài hước khiến một người có thể quản lý và kiểm soát tốt tình huống trong tương lai. Điều này cũng giúp con người học được cách giải phóng sự tức giận, sợ hãi, căng thăng và nâng cao chất lượng cuộc sống.
Ví dụ, việc đưa ra quyết định thường liên quan quan đến tư duy phản biện ("Lựa chọn của tôi là gì ?") và làm rõ giá trị ("Điều gì là quan trọng với tôi?"), (Bằng cách nào tôi cảm thấy điều này?"). Cuối cùng, sự tương tác giữa các kỹ năng tạo ra kết quả hành vi mạnh mẽ, đặc biệt khi cách tiếp cận này được hỗ trợ bởi các chiến lược khác.
Các kỹ năng sống có thể biến đổi từ kiến thức tài chính, cho đến phòng chống nghiện chất tới các kỹ thuật trị liệu để ứng phó với các dạng khuyết tật như chứng tự kỷ.

### Các kỹ năng sống
Một số kỹ năng sống quan trọng được nhận định qua phương pháp Delphi method bởi Tổ chức Y tế Thế giới WHO:
- Đưa ra quyết định
- Giải quyết vấn đề
- Tư duy sáng tạo
- Tư duy phản biện/sáng suốt
- Giao tiếp hiệu quả
- Mối quan hệ tương tác giữa các cá nhân
- Tự ý thức về bản thân/trách nhiệm của mình
- Quyết đoán
- Đồng cảm
- Tâm xả
- Đối phó với căng thẳng, tổn thương và mất mát
- Khả năng phục hồi tâm lý

Giáo dục kỹ năng sống được thiết kế cho giáo dục phổ thông K–12 thường nhấn mạnh các kỹ năng thực hành và giao tiếp cần thiết cho cuộc sống tự lập thành công cùng với chương trình dành cho các học sinh khuyết tật phát triển/giáo dục đặc biệt là Individualized Education Program (IEP).

## Giáo dục kỹ năng sống
Giáo dục kỹ năng sống thường được dạy qua quá trình giáo dục con cái, hoặc trực tiếp với mục đích giảng dạy một kỹ năng cụ thể. Bản thân cha mẹ có thể được coi là một tập hợp các kỹ năng sống mà con cái sẽ tiếp thu một cách tự nhiên hoặc được dạy. Việc giáo dục một người có kỹ năng để ứng phó với việc mang thai và nuôi dạy con cái cũng có thể trùng khớp với việc phát triển kỹ năng sống bổ sung cho đứa trẻ và giúp cha mẹ hướng dẫn trẻ ở tuổi trưởng thành.
Nhiều chương trình kỹ năng sống được cung cấp khi các cấu trúc gia đình truyền thống và các mối quan hệ lành mạnh đã bị phá vỡ, dù là do mất cha mẹ, ly hôn hoặc do vấn đề với trẻ em (chẳng hạn như lạm dụng chất gây nghiện hoặc các hành vi nguy hiểm khác). Ví dụ, Tổ chức Lao động Thế giới dang dạy các kỹ năng sống cho trẻ em lao động sớm và đang có nguy cơ ở Indonesia để ngăn ngừa sớm và phục hồi từ các hình thức lạm dụng trẻ em tồi tệ nhất.